# Mana Otai
Mana Otai (ur. 21 września 1968) – tongański rugbysta grający w formacji młyna, reprezentant kraju, następnie trener, uczestnik dwóch Pucharów Świata w obu tych rolach.
W trakcie kariery sportowej reprezentował – w pierwszej i trzeciej linii młyna – nowozelandzkie regiony Manawatu, Auckland i North Harbour. W roku 1995 rozegrał pięć spotkań dla tongańskiej reprezentacji, w tym jako kapitan podczas Pucharu Świata 1995.
Trenował lokalne drużyny w Nowej Zelandii (Te Papapa i Marist). We wrześniu 2012 roku zastąpił Isitolo Makę na stanowisku trenera tongańskiej reprezentacji. Dwuletni kontrakt początkowo nie miał być przedłużony, jednak ostatecznie Otai otrzymał jego wydłużenie o kolejny rok. Zespół prowadził w Pucharze Narodów Pacyfiku edycji 2013, 2014 i 2015 oraz w Pucharze Świata 2015.